# Laurent Boyer
Pour les articles homonymes, voir Boyer.
Ne doit pas être confondu avec Laurent Boyet.
Laurent Boyer, né le 23 janvier 1958 à Paris, est un animateur de radio et de télévision français.

## Biographie

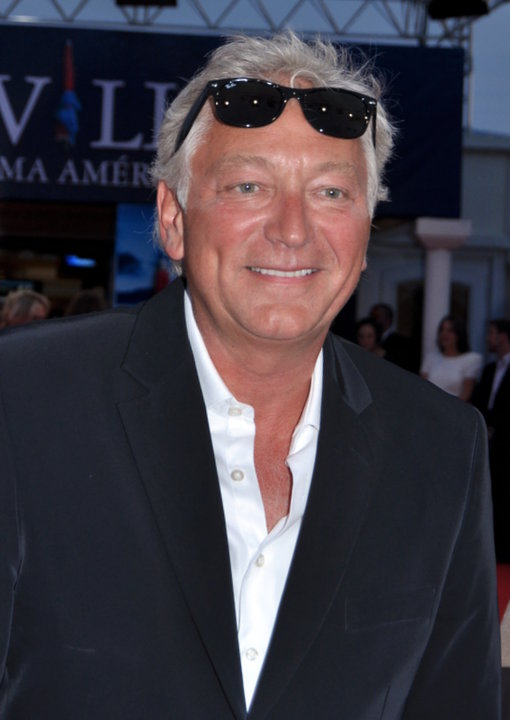
Laurent Boyer en 2010, au Festival du cinéma américain de Deauville.

Laurent Boyer est titulaire d'une maîtrise de lettres et de musicologie.
En 1981, Laurent Boyer passe par Radio 7, Le Poste Parisien, Kiss Fm, 95.2, puis Europe 1 (C'est pour rire, le Top 50, Espace Rêve) et Europe 2 (Le Brunch…).
Il travaille sur M6 depuis sa création en 1987 jusqu'en 2010 et a présenté les émissions Graines de star, Les Moments de vérité, Jour J et Fréquenstar.
En 1999, il fait une apparition, jouant son propre rôle, dans la série télévisée H, épisode 19 de la saison 2 (Une histoire de show-biz).
De l'an 2000 jusqu'à l'été 2010, il anime l'émission la Tête dans les étoiles sur RTL. Émission dans laquelle il reçoit chaque jour une vedette. Des auditeurs peuvent ensuite répondre à des questions sur cette célébrité.
De septembre 2010 à juillet 2014, il anime un jeu consacré à l'Histoire de France (Le grand Quiz des Histoires de France) chaque dimanche, en compagnie de l'historienne Clémentine Portier-Kaltenbach.
Le 15 avril 2005, en Eure-et-Loir entre Nogent-le-Rotrou et Chartres, Laurent Boyer est victime d'un accident de voiture d'une rare violence dont il est l'unique rescapé. Ayyoub Chkam, son chauffeur et le passager avant, le producteur et organisateur de spectacles Dominique Pizzi, sont tués.
En 2007, il passe une audition pour être l'animateur du jeu Êtes-vous plus fort qu'un élève de 10 ans ? sur M6, avec Stéphane Rotenberg et Mac Lesggy, mais on leur préfère Roland Magdane. En 2010, il présente l'émission Que sont devenues nos stars sur M6.
Le 10 décembre 2010, après vingt-trois ans passés sur M6, Laurent Boyer annonce son départ pour la chaîne France 3 où il anime à partir du 31 janvier 2011, Midi en France une émission quotidienne en direct à la découverte des régions françaises,.
Dès le 14 mars 2011, il présente l'émission Tous vos amis sont là (émission présentée auparavant par Stéphane Bern et Olivier Minne) sur France 3.
Le 9 mai 2011, il présente en plateau En route pour l'Eurovision avec Catherine Lara sur France 3 et commentent tous les deux le Concours Eurovision de la chanson le 14 mai 2011 pour France 3.
Il participe à Toute la télé chante pour Sidaction sur France 2.
Le 19 juin 2015, il annonce qu'il arrête de présenter Midi en France.
Il apparaît dans un épisode de la série Scènes de ménages diffusé sur M6 en 2017 et dans un épisode de Chérif en 2018.[réf. souhaitée]
En 2019, il fait son retour sur l’antenne d’RTL en reprenant le concept de son émission Fréquenstar pour une nouvelle version 100 % radiophonique.
Il est victime d’un très grave accident de voiture dans la nuit du 14 au 15 avril 2005. L’accident est survenu sur l’autoroute A11, un peu avant Chartres, alors que Laurent Boyer revenait de Rennes, où il venait tout juste de terminer le tournage d’un Fréquenstar consacré à Eric et Ramzy. Passager à l’arrière de la Mercedes, qui a fait plusieurs tonneaux, Laurent Boyer souffre d’une fracture du sternum et d’un traumatisme crânien mais ses jours ne sont pas en danger. Il a d’ailleurs pu quitter l’hôpital le jour même. Mais si Laurent Boyer a eu la vie sauve c'est grâce à sa ceinture de sécurité. Malheureusement, le conducteur et le passager, Dominique Pizzi, assis à l’avant n’ont pas survécu. Inconnu du grand public, Dominique Pizzi était bien connu et respecté de tous dans le monde du spectacle puisqu’il était le producteur de nombreux humoristes, comme Dany Boon, Jean-Marie Bigard, Maxime ou encore Gad Elmaleh.

### Vie privée
Laurent Boyer a une fille prénommée Marine.
Il est le compagnon de la chanteuse Alice Dona de 1980 à 2012.
À la suite de la plainte d'une ancienne compagne pour violences conjugales et harcèlement, Laurent Boyer sera jugé devant le tribunal judiciaire de Paris en septembre 2025.

## Télévision

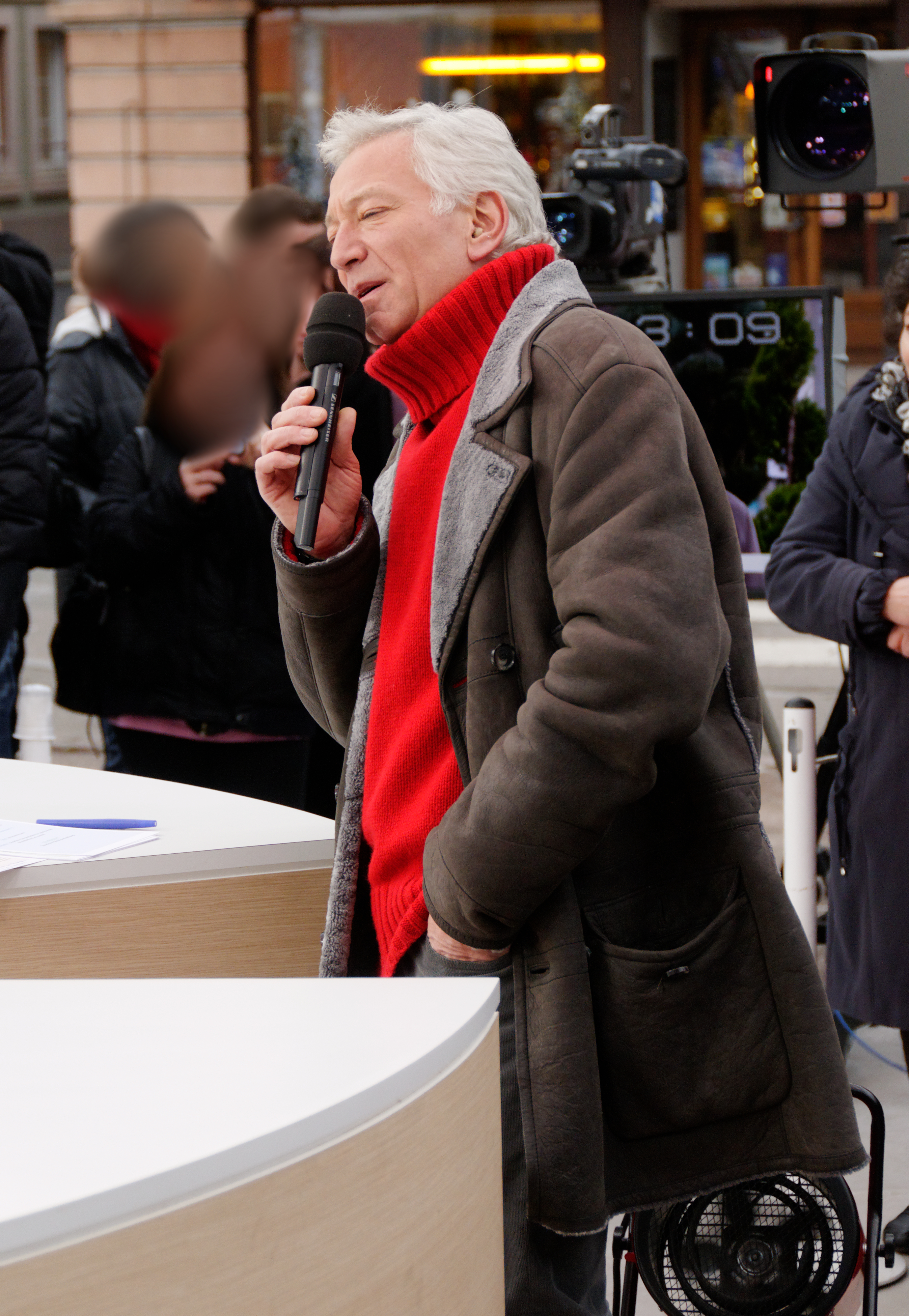
Laurent Boyer lors du tournage de l'émission Midi en France.

### Émissions sur M6 et sur les chaînes du groupe M6
- De 1989 à 1991 : Pour un clip avec toi[11]
- De 1989 à 2006  : Fréquenstar
- 1994 : La 1re coupe du monde la séduction sur M6[12]
- De 1996 à 2003 : Graines de star
- De 1995 à 1996 : Flashback produite par Thierry Ardisson
- De 1995 à 1995 : Les détourneurs produite par Thierry Ardisson
- De 1999 à 2004 : Les Moments de vérité
- 2002 : Spéciale Céline Dion pour Las Vegas avec Michel Drucker co-présentateur
- De 2003 à 2005 : Le Grand Classement
- De 2005 à 2006 : Jour J
- 2008 : I love … sur M6
- En 2009 et 2010 : Le concert pour la tolérance
- En 2010 : Que sont devenues nos stars ?
- De 2010 à 2011 : M6 Music Live
- De 2010 à 2011 : Les 20 images que les Français n'oublieront jamais avec Alessandra Sublet puis Virginie Guilhaume.

### Émissions sur France 3
- Du 31 janvier 2011 au 19 juin 2015 : Midi en France
- Été 2011 : Si on chantait les années 70
- 2011 : Tous vos amis sont là
- 9 mai 2011 : En route pour l'Eurovision avec Catherine Lara
- 14 mai 2011 : commentateur de la finale du Concours Eurovision de la chanson 2011 avec Catherine Lara
- 29 août 2011 : La soirée Abba
- Étés 2012, 2013 et 2014 : Emmenez-moi (similaire à Fréquenstar).

### Émissions sur C8
- De 2016 à 2020 : Ma vie en Super 8 (similaire à Fréquenstar).

### Clips
Laurent Boyer a fait de brèves apparitions dans les clips suivants :
- Bye Bye issu de l'album Je me souviens de Ménélik, sorti en 1997,
- Le Bilan issu de l'album de Nèg' Marrons, sorti en 2000.

### Filmographie
- 1998 : H : (saison 2 épisode 19)
- 2017 : Scènes de ménages
- 2018 : Chérif : (1 épisode)

## Décorations
- Chevalier de l'ordre des Arts et des Lettres (2010)[13].